# Acronicta fumeola
Acronicta fumeola är en fjärilsart som beskrevs av Dyar 1918. Acronicta fumeola ingår i släktet Acronicta och familjen nattflyn. Inga underarter finns listade i Catalogue of Life.